# Dinophasma guttigerum
Dinophasma guttigerum är en insektsart som först beskrevs av John Obadiah Westwood 1859.  Dinophasma guttigerum ingår i släktet Dinophasma och familjen Aschiphasmatidae. Inga underarter finns listade i Catalogue of Life.